# Две сказки
«Две сказки» — советский рисованный мультипликационный фильм 1962 года, поставленный режиссёром-мультипликатором Леонидом Амальриком по сказкам Владимира Сутеева «Яблоко» и «Палочка-выручалочка».
В «Двух сказках» зверята демонстрируют преимущества взаимовыручки.

## Сюжет
Мультфильм включает в себя две отдельные истории, которые объединяет наличие двух персонажей — Зайца и Ежа «Колючей Головы».

### Яблоко
Однажды Заяц нашёл в лесу на дереве яблоко, но не мог допрыгнуть до него. Ворона его сорвала, но выронила. Ёж яблоко подобрал, но не хотел никому отдавать. И никак лесные звери не могли яблоко между собой поделить. Дело дошло даже до драки, и только мудрый медведь Михайло Иванович помог им решить спор по справедливости, за что в награду тоже получил кусочек яблока.

### Палочка-выручалочка
Ёж собирается идти домой, а Заяц решает его проводить. По пути они находят обычную палку, которую Ёж берёт с собой. Поначалу Заяц насмехается над ним и пытается убедить его, что тот сделал это совершенно напрасно. Однако в дороге Ёж всегда находит палке удачное применение, и Заяц понимает, что палка действительно помогает им в беде. В конце пути Заяц благодарит Ежа за то, что тот подобрал палку и с её помощью выручал Зайца. Однако Ёжик ему отвечает, что палка тут ни при чём, её можно везде найти, а вот «выручалку»... После чего восклицает, постучав по лбу: «Выручалочка-то ВОТ она где!».

## Над фильмом работали

### Роли озвучивали
- Георгий Вицин — Заяц
- Алексей Грибов — Медведь
- Елена Понсова — Лиса
- Юрий Хржановский — ёж Колючая Голова / Ворона

### Создатели
- Автор сценария – Владимир Сутеев
- Режиссёр – Леонид Амальрик
- Художники-постановщики – Надежда Привалова, Татьяна Сазонова
- Композитор – Ян Френкель
- Оператор – Михаил Друян
- Звукооператор – Николай Прилуцкий
- Редактор – Зинаида Павлова
- Ассистенты: Галина Андреева, М. Русанова, Н. Наяшкова
- Художники-мультипликаторы: Рената Миренкова, Лидия Резцова, Татьяна Таранович, Александр Давыдов, Владимир Арбеков, Борис Бутаков, Иван Давыдов, Вадим Долгих, Ольга Столбова, Юрий Бабичук, Юрий Норштейн, Мария Зубова
- Художники-декораторы – Ольга Геммерлинг, Ирина Троянова, Вера Валерианова
- Директор картины – Фёдор Иванов

## Видеоиздания
- Мультфильм выпускался на DVD в сборнике мультфильмов «Бабушкины сказки 2» (Союзмультфильм)[2].
- В 2009 году состоялся официальный выпуск мультфильма на DVD-диске, который был подготовлен и осуществлён компанией «Крупный План»[3].